# Aparicions de pallassos

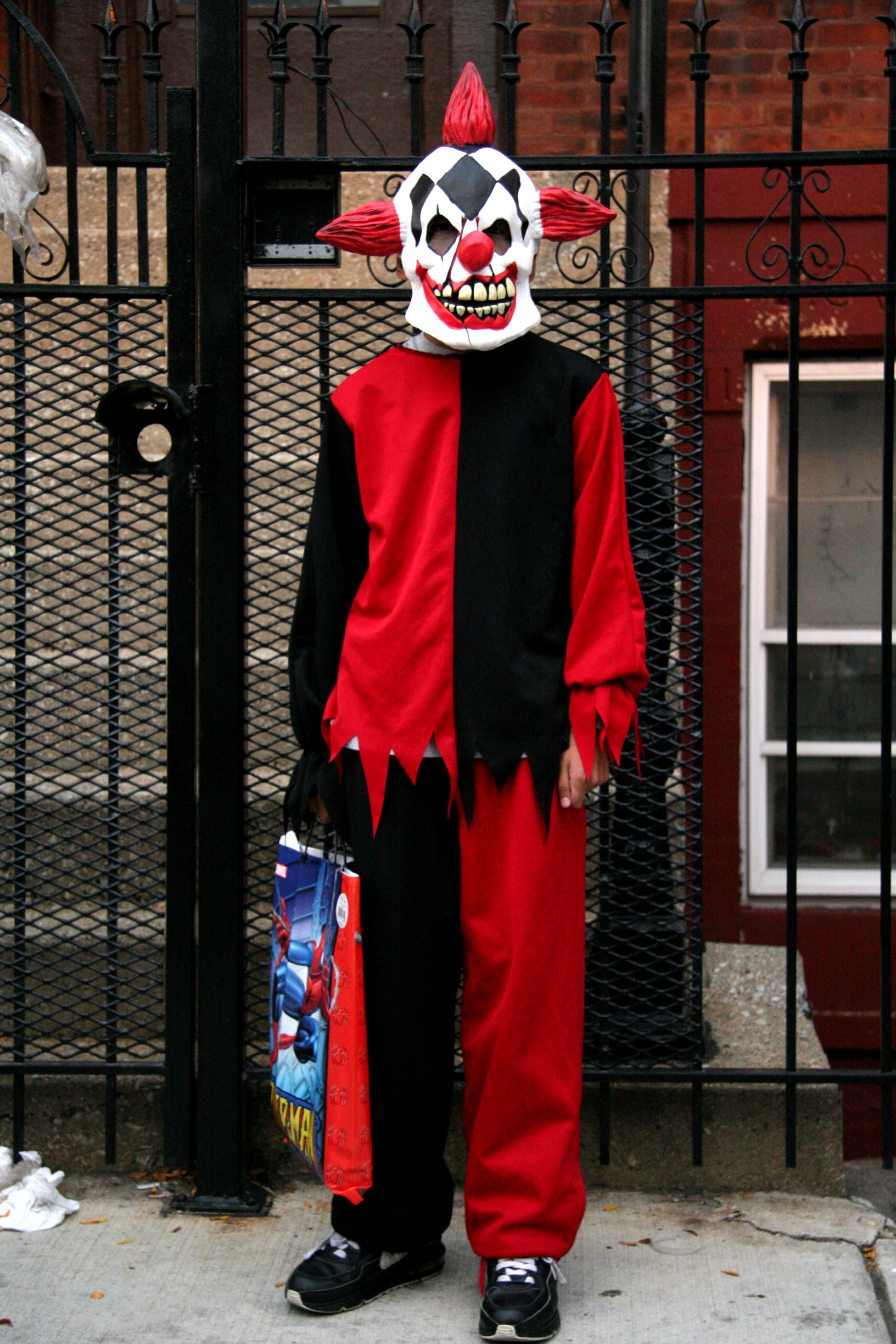
Exemple d'aparició de pallasso.

Les "aparicions de pallassos" (clown sightings en anglès) es refereix a incidents que involucren suposats albiraments de persones vestides de pallasso malèfic en llocs incongruents, com ara prop dels boscos i les escoles. Els incidents van ser reportats als Estats Units i posteriorment en altres països occidentals a partir d'agost de 2016.